# Педичини, Карло Мария
Карло Мария Педичини (итал. Carlo Maria Pedicini; 2 ноября 1769, Беневенто, Папская область — 19 ноября 1843, Рим, Папская область) — итальянский куриальный кардинал. Секретарь Священной Конгрегации по делам экзаменации епископов с 28 июня 1815 по 10 марта 1823. Секретарь Священной Конгрегации Пропаганды Веры с 22 июля 1816 по 10 марта 1823. Префект Священной Конгрегации церковного иммунитета с 1 октября 1826 по 2 июля 1830. Секретарь меморандумов с 3 апреля 1829 по 4/5 февраля 1831. Префект Священной конгрегации обрядов с 2 июля 1830 по 19 ноября 1843. Префект Священной Конгрегации Пропаганды Веры с 4 февраля 1831 по 1 января 1834. Вице-канцлер Святой Римской Церкви с 21 ноября 1834 по 19 ноября 1843. Камерленго Священной Коллегии кардиналов с 27 апреля 1840 по 1 марта 1841. Вице-декан Священной Коллегии Кардиналов с 14 декабря 1840 по 19 ноября 1843. Кардинал-священник с 10 марта 1823, с титулом церкви Санта-Мария-ин-Виа с 16 мая 1823 по 15 декабря 1828. Кардинал-священник с титулом церкви Санта-Мария-делла-Паче с 15 декабря 1828 по 5 июля 1830. Кардинал-священник in commendam с титулом церкви Сан-Лоренцо-ин-Дамазо с 19 декабря 1834 по 19 ноября 1843. Кардинал-епископ Палестрины с 5 июля 1830 по 14 декабря 1840. Кардинал-епископ Порто и Санта Руфины и Чивитавеккьи с 14 декабря 1840 по 19 ноября 1843.